# 武训
武训（1838年12月5日—1896年4月23日），山东省堂邑县（今属冠县）柳林镇武庄人，清朝平民教育家。家境贫苦。因家中排行第七，人稱武七，后改名武训。武训終身行乞辦學，身邊不留分文，為群众办学的先驱，受到朝廷的表彰。

## 生平
武训出生于一个贫农家庭。有两个哥哥（武谦、武让），四个姐姐，排行第七。父亲武宗禹是道光二十五年（1845年）去世，母亲崔氏同治十二年（1873年）去世。武训十六七岁时，母亲安排他去馆陶县薛店的张变征家做长工。张变征即张老变，或张老辫，是武训的远房姨夫，是贡生，武训在他家负责看果园、喂猪。武训一生中，只有在张变征家这一年或两年是正式劳动务工。此后开始以乞讨为生，遭到家人激烈反对，“亲戚朋友断个净”。
从21岁（清咸豐年間）起，武训以行乞的方式集資兴办义学，目标是“使他们（贫苦人家子弟）无钱也能读书，使他们读了书不再被人欺”。在30多年的时间内，武训乞讨的足迹遍及山东、河北、河南、江苏等省。武训在行乞过程中，为自己设计了一个奇特的造型以吸引人们的目光：先是卖掉右边的辫子，剃光了右边的头发；后来又剃光了左边的头发，而在右边又留起一撮头发。也表演“拿大项”、“蝎子爬”的节目，或给人当马骑，供人取乐，甚至吃粪便、砖瓦，以得到办学的款项。
到光绪十四年（1888年），武训已经靠乞讨所得的款项置买了230亩田地作为学田，积蓄3800余吊钱。于是他在堂邑县柳林镇东门外兴办起第一所义学——崇贤义塾。学校建成后，他到当地有学问的进士、举人家跪请他们任教，並到贫寒人家跪求他们送子上学。当年就招收了50多名学生，学费全免，办学所需经费就从他置办的学田中支出。在这之后，每逢开学第一天时，武七都要先拜老师，次拜学生，这种仪式持续多年。
1890年，在今属临清市的杨二庄兴办了第二所义学。光緒二十二年（1896年），临终那年，在临清建成了御史巷义塾（现临清武训实验小学）。
武训为了一心一意兴办义学，甚至坚持一生不娶妻室。
武训一生劳苦，对自己又十分节俭，终因积劳成疾，于光绪二十二年（1896年）四月二十三日，在临清御史巷义塾内（现临清实验小学）含笑去世，终年58岁，葬于堂邑崇贤义塾东侧。有万人以上群众，包括堂邑县、馆陶县、临清县三县全体官绅，参加了武训的葬礼。

## 影響
武训的义举在当时受到各界普遍高度的评价。山东巡抚张曜下令免征学田钱粮和徭役，并捐银洋200两。光绪皇帝封武训为“义学学正”，赏穿黄袍马褂，又敕建“乐善好施”牌坊。

1930年代，在中国投身于普及教育运动的一批教育家，也将武训作为运动的先导，以及他们效法的楷模。如陶行知在他的《武训颂》中这样写道： 
|                      | 朝朝暮暮，快快乐乐。一生到老，四处奔波。为了苦孩，甘为骆驼。与人有益，牛马也做。公无靠背，朋友无多。未受教育，状元盖过。当众跪求，顽石转舵。不置家产，不娶老婆。为著一件大事来，兴学，兴学，兴学。 |
| ——陶行知，《武训颂》 | |

在文化大革命期間，武訓墓及祠堂遭到破壞，墓被紅衛兵挖開，遺體不知所終，祠堂也受砸損。
在臺灣有一位名為王貫英的老人，以資源回收、拾荒等方式支持圖書館與教育活動，在當地與武訓並稱，稱為「現代武訓」。臺中市私立明道高級中學之前身乃「武訓中學」，創建於1959年。

### 相关影视作品
1950年，孙瑜导演、赵丹主演的电影《武训传》将武训的传奇故事搬上了银幕。但在1951年，毛泽东发起对电影《武训传》的大规模批判，因为武训及其故事所代表的实质上是地主阶级的立场。在文化大革命期間，山東冠縣中學紅衛兵在老師帶領下，砸開武訓的墓，掘出其遺骨，抬去游街，當眾批判後焚燒成灰。
1996年开播毛卫宁执导的同名电视剧，由陶泽如、王庆祥主演。
2006年，武训墓及祠堂公布为山东省文物保护单位。2009年，中国大陆电视剧《武训传》正式筹拍，高希希任导演。

## 延伸阅读
[在维基数据编辑]
 《清史稿·卷499》，出自趙爾巽《清史稿》